# Stéphane Krausz
Pour les articles homonymes, voir Krausz.
Stéphane Krausz  est un réalisateur de documentaires né en 1966. Il a commencé sa carrière comme directeur de la photographie sur une cinquantaine de courts-métrages et quelques premiers longs-métrages dont Le Rocher d'Acapulco de Laurent Tuel, sélectionné au festival de Cannes et « La conquête de Clichy » de Christophe Otzenberger.

## Biographie
Issu de la FEMIS, ill signe au début de sa carrière l’image de films d'Agnès Varda : L'Univers de Jacques Demy, Les Glaneurs et la Glaneuse puis travaille avec Claude Lelouch.
En 2011 il réalise un portrait de l'écrivain Bernard Werber, et pour France 5  le portrait du chef Alain Ducasse et Joël Robuchon  avec Guy Job  dans la  Collection Empreintes

## Filmographie
- 1995 : La Conquête de Clichy de Christophe Otzenberger (directeur de la photographie)
- 1995 : L'Univers de Jacques Demy d'Agnès Varda (directeur de la photographie)
- 1996 : Le Rocher d'Acapulco de Laurent Tuel (directeur de la photographie)
- 1998 : Julie est amoureuse de Vincent Dietschy (directeur de la photographie)
- 2000 : Les Glaneurs et la Glaneuse d'Agnès Varda (directeur de la photographie)
- 2003 : Les Humains (court-métrage)
- 2003 : Nos amis les humains (court-métrage)
- 2007 : Nos amis les Terriens de Bernard Werber (directeur de la photographie)